# فهرست شرکت‌های آمریکایی
- ۲کا گیمز
- ای‌ام‌دی
- گروه آلتریا
- آمازون دات‌کام
- امریکن اپرل
- شرکت پخش رسانه‌ای آمریکا
- آمریکن اکسپرس
- بانک آو آمریکا
- بارنز اند نوبل
- برکشایر هاتاوی
- بست بای
- کاترپیلار
- شرکت سی‌بی‌اس
- شورون
- کرایسلر
- سیسکو سیستمز
- دی‌سی کامیکس
- دل (شرکت)
- دلتا ایرلاینز
- دوان انرجی
- دیلاردز
- ایستمن کداک
- ئی‌بی
- الکترونیک آرتس
- فیس‌بوک
- فدرال اکسپرس
- شرکت لوازم موسیقی فندر
- گپ (فروشگاه)
- گارتنر
- گیتورید
- گایکو
- جنرال داینامیکس
- جنرال الکتریک
- جنرال موتورز
- بد بت اند بیاند
- هالیبرتون
- هارلی-دیویدسن
- اچ-ئی-بی
- اچ‌پی
- آی‌بی‌ام
- اینتل
- جک این د باکس
- جی‌سی‌پنی
- مرغ سوخاری کنتاکی
- کنوورث
- لینکداین
- ماراتن اویل
- متل (شرکت)
- مک‌دونالدز
- سس تاباسکو
- ان‌بی‌سی یونیورسال
- پارامونت پیکچرز
- پپسی‌کو
- ریتیون
- ردهت
- سان دیسک
- سونی پیکچرز
- تسلا موتورز
- تگزاس اینسترومنتز
- تی‌اچ‌کیو
- یونایتد ایرلاینز
- یونایتد پارسل سرویس
- والرو انرجی
- ورتکس
- وال-مارت
- شرکت والت دیزنی
- برادران وارنر
- ولز فارگو
- زیراکس (شرکت)
- زایلینکس
- یاهو!
- زیراکس (شرکت)
- ادوبی)
- یو اس ایرویز
- جنرال موتورز
- ای‌تی‌اندتی
- بی‌پی
- اچ‌پی
- ای‌تی‌اندتی
- آزمایشگاه‌های بل
- ای‌تی‌اندتی
- سونی
- کلمبیا رکوردز
- کامپک
- کونوکو فیلیپس
- یونایتد ایرلاینز
- کنتیننتال ایرلاینز
- اورالی اتوموتیو
- کامپک
- اکسان موبیل
- اکسان موبیل
- فاکس قرن بیستم
- ۳ام
- گروه بین‌المللی آمریکایی
- امریکن ایرلاینز
- ای‌اوال
- ای‌اوان
- بنیاد نرم‌افزار آپاچی
- شرکت اپل
- ای‌تی‌اندتی
- آتاری
- اتودسک
- بلاکباستر ویدئو
- بوئینگ
- برگر کینگ
- شرکت کوکاکولا
- کلمبیا پیکچرز
- کومودو گروپ
- کونوکو فیلیپس
- کاستکو
- شرکت والت دیزنی
- شرکت غذایی دل
- شرکت داو کمیکال
- گروه دکتر پپر اسنپل
- اکسان موبیل
- فیسکر آتوموتیو
- فورد
- شرکت گیتار گیبسون
- ژیلت
- گلدمن ساکس
- گوگل
- هوم دیپو
- جی‌پی مورگان چیس
- لاکهید مارتین
- لوکاس فیلم
- مایکروسافت
- موتورولا
- بنیاد موزیلا
- مای‌اسپیس
- نیوز کورپوریشن
- نورتروپ گرومن
- نورت‌وست ایرلاینز
- ان‌ویدیا
- اوراکل
- اورالی اتوموتیو
- پیتزا هات
- فایزر
- پرایس واتر هاوس کوپرز
- پروکتر اند گمبل
- راک‌استار گیمز
- ساوت‌وست ایرلاینز
- استارباکس
- استاین‌وی و پسران
- ساب‌وی
- سیمنتک
- توییتر
- یونیورسال استودیوز
- یو اس ایرویز
- ویزا کارت
- وی‌ام‌ویر
- وسترن دیجیتال
- دبلیو دبلیو ای
- آی‌جی‌ان
- برادران لیمن
- سان مایکروسیستمز
- ماکرومدیا
- بوئینگ
- مک‌دانل داگلاس
- بانک آو آمریکا
- ای‌تی‌اندتی
- خطوط هوایی سراسری آمریکا
- کونوکو فیلیپس
- راکول اینترنشنال
- ای‌تی‌اندتی
- استاندارد اویل
- سان مایکروسیستمز
- شورون
- شرکت داو کمیکال
- ان‌بی‌سی یونیورسال
- یونیورسال استودیوز
- جنرال الکتریک
- ولز فارگو